# Acetilenă
Acetilena (numele sistematic etină) este o hidrocarbură alifatică nesaturată, cu o triplă legătură, fiind cel mai simplu exemplu de alchină. A fost descoperită de Humphry Davy în 1836 și sintetizată din elemente de Marcellin Berthelot în 1862. Este un gaz incolor, fără miros în stare pură, foarte solubil în acetonă. Formează acetiluri de cupru, argint, mercur, litiu, sodiu, potasiu, calciu, etc. Dă reacții de adiție, de polimerizare etc. Se poate obține prin reacția dintre carbid (acetilura de calciu) și apă sau din metan, prin oxidare parțială cu oxigen ori prin cracare în arc electric. 
Este un compus de mare importanță, constituind baza pentru obținerea unui număr foarte mare de compuși în industria chimică. Din acetilenă se prepară aldehida acetică, acetonă, clorură de vinil, acetat de vinil, vinilacetilenă, nitril acrilic. 
Se folosește de asemenea la sudura oxiacetilenică și la iluminat. Acetilena se păstrează sub presiune în tuburi de construcție specială, umplute cu o masă poroasă imbibată cu acetona sau dimetilformamidă. Nu se poate păstra în stare pură sub presiune deoarece are tendința de a exploda la o presiune mai mare de 1.5 bar, fiind instabilă termodinamic în raport cu elementele componente.
În 1962, în R.P.R. se fabrica la Râșnov din gaz metan, iar la Turda (reg. Cluj) și Târnăveni (reg. Mureș) din carbid.

## Obținere
Se produce prin electrocracarea metanului în arc electric.
Până în 1950 era produsă prin reacția carbidului cu apa.

## Structură
Structura moleculară a acetilenei este liniară. Conform teoriei legăturii de valență, în fiecare atom de carbon, orbitalul 2s se hibridizează cu un orbital 2p, formând astfel un atom de carbon hibridizat sp.

## Proprietăți chimice
Este un compus instabil termodinamic față de elementele componente, se poate forma din elemente la temperaturi foarte ridicate.

### Etinilare
Una dintre aplicațiile chimice majore este etinilarea formaldehidei.  Acetilena reacționează cu aldehide și cetone pentru a forma α-etinil alcooli:
Pe această cale se obține 1,4-butindiol:
Reacția este similară cu reacția Favorskii.

### Polimerizare
Acetilena poate suferi reacții de polimerizare, pentru a se obține compuși ciclici: benzenul (prin trimerizare) și ciclooctatetraena (prin tetramerizare):

## Siguranță
Acetilena este foarte periculoasă, deoarece este reactivă și se aprinde ușor, datorită legăturilor triple (dintre atomii de carbon.)
Se transportă în vase conținând material poros umplut cu acetonă în care se dizolvă acetilena. Un litru de acetonă poate dizolva circa 250 litri de acetilenă la o presiune  de 10 bar.